# Usofila gracilis
Usofila gracilis is een spinnensoort in de taxonomische indeling van de Telemidae.
Het dier behoort tot het geslacht Usofila. De wetenschappelijke naam van de soort werd voor het eerst geldig gepubliceerd in 1891 door Eugen von Keyserling.